# Slivno (Słowenia)
Slivno – wieś w Słowenii, w gminie Laško. W 2018 roku liczyła 58 mieszkańców.